# Rio Galbena (Jiu)
O Rio Galbena é um rio da Romênia, afluente do Jupâneasa, localizado no distrito de Hunedoara.